# Tướng quốc Lãnh địa Công tước Lancaster
Tướng quốc Lãnh địa Công tước Lancaster (tiếng Anh: Chancellor the Duchy of Lancaster) là chức vụ ngang bộ trưởng trong Chính phủ Anh trong đó bao gồm một phần nhiệm vụ của mình là quản lý điều hành bất động sản và giá thuê của Công quốc Lancaster. Kể từ tháng 7 năm 2019, Tướng quốc cũng có trách nhiệm cố vấn cho Thủ tướng về xây dựng và thực thi chính sách.
Tướng quốc của công quốc Lancaster được Quốc chủ bổ nhiệm theo lời khuyên của Thủ tướng.
Tướng quốc chịu trách nhiệm trước Quốc hội về việc cai quản Công quốc. Tuy nhiên, sự tham gia của Tướng quốc trong việc điều hành công việc hàng ngày của Công quốc là không đáng kể, và chức vụ được giữ bởi một chính trị gia cao cấp có vai trò chính thường khá khác nhau. Michael Gove được bổ nhiệm vào chức vụ ngày 24 tháng 7 năm 2019.

## Lịch sử
Ban đầu, Tướng quốc là Giám trưởng điều hành thường nhật của Công quốc Lancaster và hạt Palatine của Lancaster (hạt Palatine sáp nhập vào Ngôi vua vào năm 1399), nhưng bất động sản đó hiện đang được điều hành bởi một phó tướng, để lại cho Tướng quốc thành viên của Nội các với rất ít nghĩa vụ liên quan đến chức Tướng quốc. Chức vụ này thường được trao cho một bộ trưởng nội các có trách nhiệm trong một lĩnh vực chính sách cụ thể mà không có bộ đi kèm.
Năm 1491, chức vụ Thứ Tướng hạt Palatine xứ Lancashire được thành lập. Chức vụ hiện nay được thiết lập bởi một thẩm phán Tòa án Công lý của Tòa án Tối cao Anh, người phụ trách phía tây bắc nước Anh, và không được bổ nhiệm vào chức vụ tư pháp của Công quốc.

### Hiện tại
Trong thời gian gần đây, nhiệm vụ của Tướng quốc (hành chính, tài chính và pháp lý) được cho là chiếm trung bình một ngày một tuần. Theo Đạo luật Lời thề Tuyên thệ năm 1868, theo đó Tướng quốc buộc phải yêu cầu tuyên thệ trung thành và thực hiện lời tuyên thệ. Người nắm giữ chức vụ là một bộ trưởng không bộ; ví dụ Oswald Mosley tập trung xử lý vấn đề thất nghiệp sau khi được bổ nhiệm vào chức vụ Tướng quốc vào năm 1929 trong Nội các MacDonald thứ hai.
Tướng quốc Công quốc Lancaster được hưởng lương theo Đạo luật Bộ trưởng và Tiền lương khác năm 1975. Chức vụ Tướng quốc Công quốc Lancaster là một phần của Văn phòng Nội các.
Từ năm 1997 đến năm 2009, Tướng quốc kiêm nhiệm chức Quốc vụ khanh Văn phòng Nội các. Trong thời gian từ 2009 đến năm 2014, Tướng quốc kiêm nhiệm chức vụ Lãnh đạo Viện Quý tộc.
Trước Gove, chức vụ do David Lidington nắm giữ từ ngày 8/1/2018. Trước đó là Patrick McLoughlin do Thủ tướng Theresa May bổ nhiệm.
Michael Gove, với tư cách là Tướng quốc, đã được giao trách nhiệm đối với Văn phòng Nội các, nhưng không giữ vị trí Quốc vụ khanh.

## Nhiệm vụ
Ngoài việc điều hành bất động sản và tiền thuê của công tước xứ Lancaster, Tướng quốc còn là thành viên của nội các và cố vấn cho Thủ tướng về việc xây dựng và thực thi chính sách của chính phủ. Ngoài ra, Thủ tướng hiện chịu trách nhiệm về:
- Chủ tịch và phó chủ tịch ủy ban nội các
- Triển khai nhiệm vụ chính phủ
- Giám sát các ủy ban và lực lượng thực thi, hậu quả của việc Vương quốc Anh rời khỏi Liên minh châu Âu và các vấn đề hiến pháp
- Cung cấp giám sát cho tất cả các chính sách của Văn phòng Nội các.